# ウィリアム・ストリックランド (第4代準男爵)
第4代準男爵サー・ウィリアム・ストリックランド（英語: Sir William Strickland, 4th Baronet PC、1686年ごろ – 1735年9月1日）は、グレートブリテン王国の政治家。1708年から1735年まで庶民院議員を務め、ウォルポール内閣期の1730年から1735年まで戦時大臣を務めた。

## 生涯
第3代準男爵サー・ウィリアム・ストリックランドとエリザベス・パームズ（Elizabeth Palmes、1740年までに没、ウィリアム・パームズの娘）の息子として、1686年ごろに生まれた。1703年にオランダを旅したが、それ以外では正規の教育を受けなかった。
1708年イギリス総選挙で父に代わってモルトン選挙区から出馬したが（父はヨークシャー選挙区に鞍替えして再選）、2人の執行吏がそれぞれ正当性を主張し、それぞれが異なる選挙結果を発表したため、2人区で候補者4人の当選が発表されるという事態になり、4人とも選挙申し立てを行った。審議の結果、ストリックランドとウィリアム・パームズの当選が同年12月に宣告された。
ジャントー派ホイッグ党だった父が第2代デヴォンシャー公爵ウィリアム・キャヴェンディッシュに頼った結果、1709年にアイルランド歳入官（Commissioner of the revenue in Ireland、年収1,000ポンドの官職）に任命され、官職任命による出直し選挙にも無投票で当選した。議会では父と同じくホイッグ党に属し、ヘンリー・サシェヴェレルの弾劾を支持したとされる。1710年イギリス総選挙で再選し、敗れた対立候補による選挙申し立ては審議されないまま却下された。1710年から1714年までのトーリー党政権でははじめアイルランド歳入官に留任したが、1711年5月に南海会社法案（South Sea Company Bill）の修正案に反対票を投じたことで9月に解任された。その後、1711年12月に「スペインなくして講和なし」の決議案に賛成、1712年5月に第2代オーモンド公爵ジェームズ・バトラーへの継戦命令に賛成、1714年3月にリチャード・スティールの議会追放に反対するなどホイッグ党の一員として投票した。
モルトン選挙区では1713年にトマス・ワトソン＝ウェントワース閣下がモルトンの領地を購入したことで選挙区を支配するに至り、1715年イギリス総選挙ではトマスが同名の息子とともに当選、ストリックランドは落選した。ストリックランドは選挙申し立てをしたが、後に撤回したためモルトン選挙区での落選が確定した。ただし、第3代カーライル伯爵チャールズ・ハワードの支持を受けてカーライル選挙区で無投票当選していたため、議席を失う事態にはならなかった。また、1714年にハノーヴァー朝が始まり、ホイッグ党が政権に返り咲くと、ストリックランドもアイルランド歳入官に返り咲いた。ハノーヴァー朝では1716年に七年議会法案に賛成票を投じ、1719年に便宜的国教徒禁止法と教会分裂阻止法の廃止法案に賛成票を投じたが、同年に貴族法案（Peerage Bill）に反対票を投じた。1722年イギリス総選挙でスカーバラ選挙区から出馬して再選した。
1724年5月12日に父が死去すると、準男爵位を継承した。1725年4月にウィリアム・パルトニーが下級大蔵卿（Lord of Treasury）から解任されるとその後任になり、同年にアイルランド歳入官を退任した。1727年にジョージ2世が即位するとキャロライン王妃の財務長官（Treasurer to the Queen）に転じ、1730年に戦時大臣に転じた。1730年6月11日、枢密顧問官に任命された。
1733年に病気により庶民院に登院しなくなったが、1734年イギリス総選挙でも再選し、戦時大臣としての職務は首相ロバート・ウォルポールが代行した。1735年5月9日に戦時大臣の職から解かれた後、同年9月1日に死去、ボイントンで埋葬された。息子ジョージが準男爵位を継承した。

## 家族
1723年3月9日、キャサリン・サムブルック（Catharine Sambrooke、1767年までに没、サー・ジェレミー・サムブルックの娘）と結婚、1男1女をもうけた。
- ジョージ（1729年 – 1808年） - 第5代準男爵